# L'Ennemi dans l'ombre (roman)
L'Ennemi dans l'ombre (titre original : Storm from the Shadows) est un roman de science-fiction écrit par David Weber, publié en 2009 aux États-Unis puis en France en 2011 en deux tomes. Il s'agit d'un roman secondaire de la série Honor Harrington, second d'une sous-série nommée Saganami.

## Résumé
Le personnage central de l'histoire est Michelle Henke, une amiral amie de Honor Harrington.
Sa flotte spatiale est déployée à la frontière entre l'Empire stellaire et la Ligue solarienne. Elle doit imposer certaines limites aux solariens, mais éviter de déclencher une guerre meurtrière avec cet ennemi. 
En sous-main, un complot invisible de Manpower vise à provoquer cette guerre et à prolonger la guerre entre l'Empire Stellaire et la république de Havre.